# Ораховица (Сребреница)
Ораховица је насељено мјесто у општини Сребреница, Република Српска, БиХ. Према попису становништва из 2013. у насељу је живјело 87 становника.
Овде су пронађени остаци хришћанске цркве из 6. века.

## Становништво
Према попису становништва из 1991. године, мјесто је имало 423 становника.
| Националност       | 1991. | 1981. | 1971. |
| Срби               | 327   | 312   | 393   |
| Муслимани          | 95    | 85    | 75    |
| остали и непознато | 1     | 11    | 2     |
| Укупно             | 423   | 408   | 470   |

1. ↑  Муслимани се данас изјашњавају као Бошњаци.

| Демографија | Демографија | Демографија |
| Година      | Становника  | Становника  |
| ----------- | ----------- | ----------- |
| 1948.       | 297         |             |
| 1953.       | 362         |             |
| 1961.       | 435         |             |
| 1971.       | 470         |             |
| 1981.       | 408         |             |
| 1991.       | 423         |             |
| 2013.       | 90          |             |